# 民族性研究
民族性研究指的是一種已被廢棄的研究，是文化人類學上，一些在二戰時期及二戰之後，起源（及終結）於心理人類學的文化與人格學派（Culture and Personality）的一些研究。現在認為很多對民族性的說法不正確，盡管有時人們會認為對民族性的說法包含了一些事實。但一項研究顯示事實並非如此。另外，有一個對49個文化進行的研究顯示，「民族性」並不反映該社會成員的平均人格特質。
民族性研究起於許多文化與人格學派的研究方法，其中包括了源自愛德華·薩丕爾以及鲁思·本尼迪克特所提出的文化形貌論、拉爾夫·林頓和亞伯蘭·卡迪納（Abram Kardiner）提出的基本人格結構論（basic personality structure），以及科羅·杜波依斯（Cora DuBois）所提出的典型性格論等的方法。這些這些對於人格和文化彼此間的實際關係為何這點，彼此有著不同的看法。文化形貌論和基本人格結構論假定在同樣文化中，個體的性格是相對同質的；而杜波依斯則認為說，沒有一個共通的性格，是在一個社會中，見諸於所有的個體的。

## 主要著作
以下為描述民族性的一些著作：
- 鲁思·本尼迪克特的《菊与刀》。這本著作描述了日本的民族性。由於研究員在戰時無法進入日本，本尼迪克特認為他的研究乃是根據文學、電影，以及在美國的日本僑民（在戰時多數都被關押於集中營裡）所進行的「遠距離的田野研究」。儘管一些學者認為，他的著作是讓人類學的研究，倒退回最早期人類學家（像是爱德华·伯内特·泰勒）的「扶手椅人類學」（armchair anthropology）的那種模式，其他的學者則確認說日本人確實將美以及好戰給視為國家認同的一部份（這不表示每個個體都是如此）。
- 瑪格麗特·米德的《保持粉末乾燥：一位人類學家觀察美國》（And keep your powder dry : an anthropologist looks at America）（1942）
- 杰弗里·戈爾（Geoffrey Gorer）的《偉大俄國的子民：心理學研究》（The People of Great Russia: A Psychological Study）（1949）

戈爾的著作得到了差評，而這導致了民族性研究以及文化與人格學派整體的終結，在其中，戈爾主張說俄羅斯人這種令其敵人與贊助者美國人厭惡的人格，是源自於他們將嬰兒包裹得緊緊的習俗，戈爾並指出俄國人的這種做法，導致了他們在長大後變得冷漠且疏離。他的這理論又被稱為「包裹假說」（swaddling hypothesis），而這假說常被認為是不切實際、過度簡化且過早下定論的。
文化與人格學派的主要貢獻在於，他們革命性地顯示了社會化的過程在嬰兒期跟兒童期早期後，依舊持續發生；而整個社會與個人的交流，對一個人的特質會有影響。而整個文化與人格學派的方法在現今已被視為是無效的。

## 參照
1. Homayun Sidky. . Upper Saddle River, NJ: Pearson Prentice Hall. 2004: 174–8. ISBN 0-13-093134-9.

1. ↑  . BBC News. 2002-05-07  [2009-01-22]. （原始内容存档于2018-08-27）.[來源可靠？]
2. ↑  . MSNBC.   [2020-01-10]. （原始内容存档于2013-01-21）. (2005)[來源可靠？]
"study author Robert McCrae of the National Institute on Aging."
3. ↑  Terracciano, A. . Science. 2005-10-07, 310 (5745): 96–100  [2020-01-10]. doi:10.1126/science.1117199. （原始内容存档于2021-12-11）.

## 外部連結
- Terracciano, A.; Abdel-Khalek, A. M.; Ádám, N.; Adamovová, L.; Ahn, C.-k.; Ahn, H.-n.; Alansari, B. M.; Alcalay, L.; Allik, J.; Angleitner, A.; Avia, M. D. . Science. 2005-10-07, 310 (5745)  [2022-08-09]. ISSN 0036-8075. PMC 2775052 . PMID 16210536. doi:10.1126/science.1117199. （原始内容存档于2022-08-09） （英语）.
- Electronic Database "National Mentalities: Studies in the Context of Globalization and Interaction of Cultures （页面存档备份，存于）"